# Драгтсма, Йоб
Ян Йохен Драгтсма (нидерл. Jan Jochen Dragtsma; род. 23 октября 1955, Алкмар, Северная Голландия), более известный, как Йоб Драгтсма (нидерл. Job Dragtsma) — нидерландский футбольный тренер.

## Карьера
Профессиональную тренерскую карьеру начал в 1996 году, возглавив тренерский штаб клуба «АФК 34».
В 2001 году был назначен помощником главного тренера клуба «АЗ» Хенка Ван Стее, после ухода которого работал совместно с Ко Адриансе. В 2004 году возглавил клуб «Волендам», а спустя один сезон взял небольшой перерыв в профессиональной карьере.
Наиболее успешной в карьере Драгтсмы была работа с финским футбольный клубом «Интер» (Турку), выступавшем в чемпионате Финляндии. В годы работы в команде Драгтсма неоднократно признавался тренером месяца в национальном чемпионате. Кроме того, в 2010 году он считался наиболее вероятным преемником Стюарта Бакстера на посту тренера сборной Финляндии. В мае 2016 года Драгтсма покинул пост главного тренера команды.